# Zvonimir Koceić
Zvonimir Koceić (Dugopolje, 8. lipnja 1917. – Zagreb, 16. siječnja 1997.), hrvatski nogometni reprezentativac.

## Igračka karijera

### Klupska karijera
Zvonimir Koceić je karijeru započeo u NK Osvitu (preteči današnjeg HNK Šibenika) gdje je igrao do 1936. godine. Nakon toga odlazi u zagrebački HAŠK, s kojim osvaja prvenstvo 1937./38.

### Reprezentativna karijera
Za hrvatsku reprezentaciju odigrao je dvije utakmicu, 1. studenog 1942. u Stuttgartu u gostujućem porazu od Njemačke (1:5), te u Bratislavi, 6. lipnja 1943. u gostujućoj pobjedi protiv Slovačke (3:1).